# مونوسيركومونيودات
مونوسيركومونيودات أو شبيهات الأوليات الدائرية الأحادية أو مونيات دائرية أحادية (باللاتينية: Monocercomonoides) هو جنس من الطلائعيات الكهفية السوطية تنتمي إلى الأكسيمونيات. تم تحديدها بواسطة بيرنارد ترافيس ووصفت لأول مرة بأنها من السوطاوات السوطية التي تملك ثلاث سياط أمامية وآخر ذنبي تمتد من حبيبة قاعدية مفردة تتواجد قبالة النواة المتموضعة أماميا، وكذلك إبرة محورية واضحة المعالم نسبيا. المونوسيركومونيودات هي أول جنس من حقيقيات النوى لا يملك متقدرات نهائيا، ولا جميع البروتينات المميزة المسؤولة عن وظيفة المتقدرات. تقترح البيانات أن غياب المتقدرات ليس ميزة متوارثة عن الأسلاف والسلالات السابقة، وإنما هي نتيجة لخسارة ثانوية. وجُد أن النوع مونوسيركومونيود.sp يحصل على الطاقة عبر وظيفة إنزيمات على مغذيات ممتصة من البيئة المحيطة. استبدَل هذا الجنس مسار تجميع عنقود بروتينات الحديد-كبريد بنظام تحريك كبريت عصاري خلوي، تحصلت عليه في الأرجح عبر نقل الجينات الأفقي من جرثمة تنتمي إلى سلف مشترك من الأكسيمونيات. هذه الكائنات مهمة لأنها تشكل استثناء في المفهوم الذي يقول بأن حقيقيات النوى يجب أن تحتوي على متقدرات لتعمل بشكل سليم. جينوم المونوسيركومونيودات حوالي 75 مليون زوج قاعدي، مع 16629 جين متنبؤٌ بأنها تشفر بروتينات.